# Еральдо Піццо
Еральдо Піццо (італ. Eraldo Pizzo, 21 квітня 1938) — італійський плавець і ватерполіст.
Учасник Олімпійських Ігор 1960, 1964, 1968, 1972 років.
Олімпійський чемпіон 1960 року.